# Vuursteun Commando
Het Vuursteun Commando (VustCo) is een onderdeel van het Operationeel Ondersteuningscommando Land van de Koninklijke Landmacht. Binnen het commando zijn alle eenheden ondergebracht die tot doel hebben grondgebonden vuursteun te verlenen aan andere defensieonderdelen.
Het commando werd opgericht op 25 januari 2013. Het is ontstaan uit een samenvoeging van onderdelen van de 14e Afdeling Veldartillerie (14 Afdva) en 11 Afdeling Rijdende Artillerie (11 Afdra).

## Eenheden
Met de oprichting van 41 Afdeling Artillerie op 18 januari 2019, beschikt de landmacht weer over een zelfstandige artillerie-afdeling. De afdelingsstaf is sindsdien verantwoordelijk voor de planning en operationele aansturing van de vuursteunbatterijen, waar deze taak eerder belegd was bij de staf VustCo. De staf VustCo blijft verantwoordelijk voor het beheer en de aansturing van de Vuursteunschool en het Artillerie Schietkamp.
Op 30 april 2021 werd de nieuwe Delta-batterij officieel opgericht, dankzij een extra investering van het kabinet. De batterij is nog niet op volle vuurkracht, vandaar dat wordt gesproken van een ‘batterij-minus’. Beide andere batterijen die met de Pantserhouwitser werken hebben er elk 9, de Delta-batterij beschikt over 6 Pantserhouwitsers.
Het Vuursteun Commando bestaat uit de volgende eenheden:
- Vuursteun Commando
  - Staf Vuursteun Commando
  - 41 Afdeling Artillerie
    - Stafbatterij Korps Rijdende Artillerie
    - Alpha 'Wolven'-batterij Korps Veldartillerie: bestaande uit twee pelotons met elk vier Pantserhouwitsers en één reserve Pantserhouwitser
    - Bravo 'Longhorns'-batterij Korps Veldartillerie: bestaande uit twee pelotons met elk vier Pantserhouwitsers  en één reserve Pantserhouwitser
    - Charlie 'Vikings'-batterij Korps Rijdende Artillerie: bestaande uit twee pelotons met elk acht 120mm-mortieren
    - Delta-batterij Korps Rijdende Artillerie: bestaande uit twee pelotons met elk drie Pantserhouwitsers

  - Artillerie Schietkamp
  - Vuursteunschool

Daarnaast draagt het commando ook de verantwoordelijkheid voor de:
- Joint Fires Cells: Deze JFC's coördineren de (gelijktijdige) aanvragen voor, en integratie van van grond-, lucht- en zeegebonden vuursteun. Zij doen dit vanuit commandocentra, ingedeeld bij de gevechtseenheden van de brigades (11 Luchtmobiele Brigade, 13 Lichte Brigade en 43 Gemechaniseerde Brigade resp.), het Korps Commandotroepen en het Korps Mariniers.
- Fire Support Teams: De FST's bestaan uit eenheden in het veld, die contact houden met de artillerie, vliegers en schepen die aangeven waar de beoogde doelen zich bevinden.

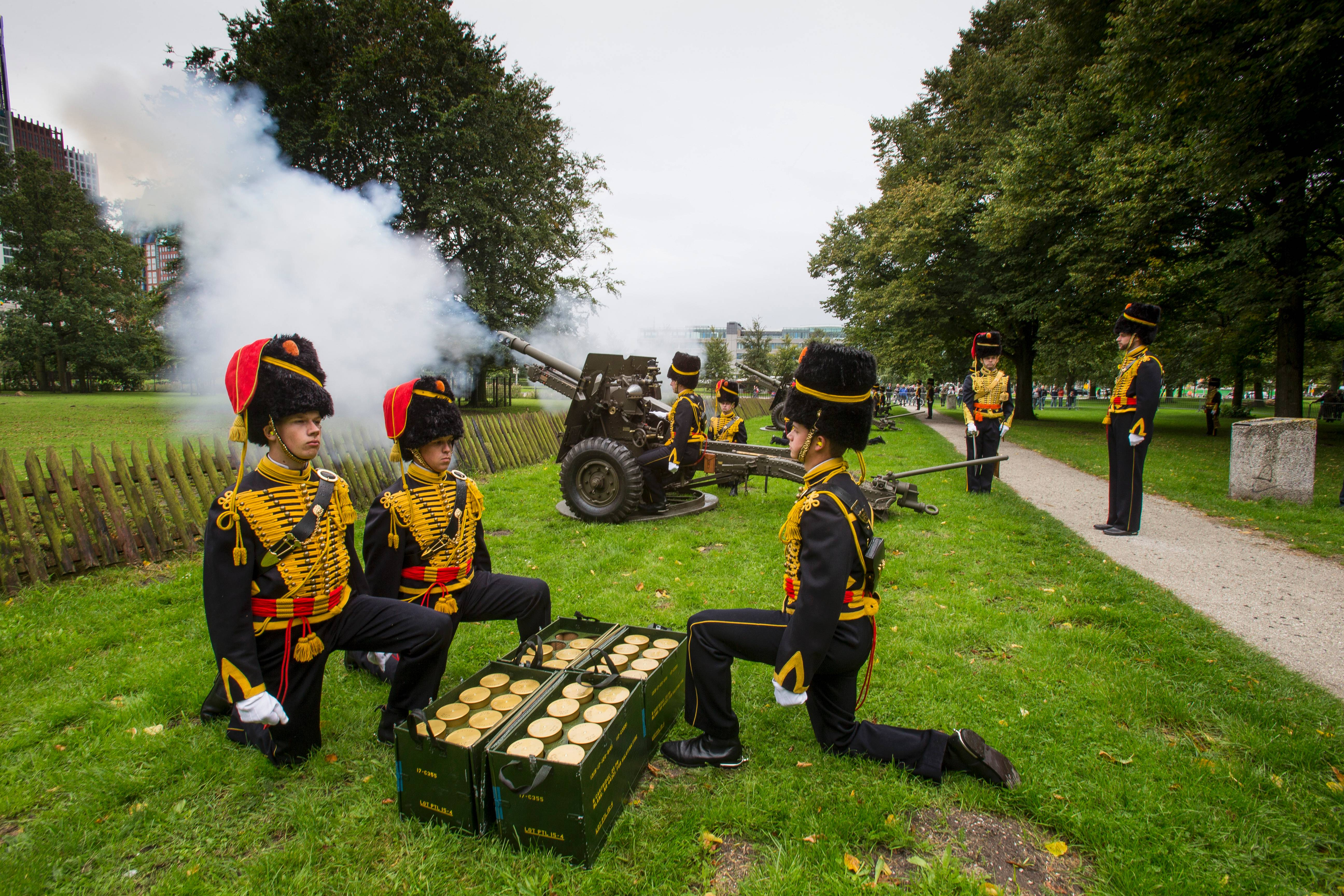
Gele Rijders tijdens het traditionele afvuren van saluutschoten tijdens Prinsjesdag
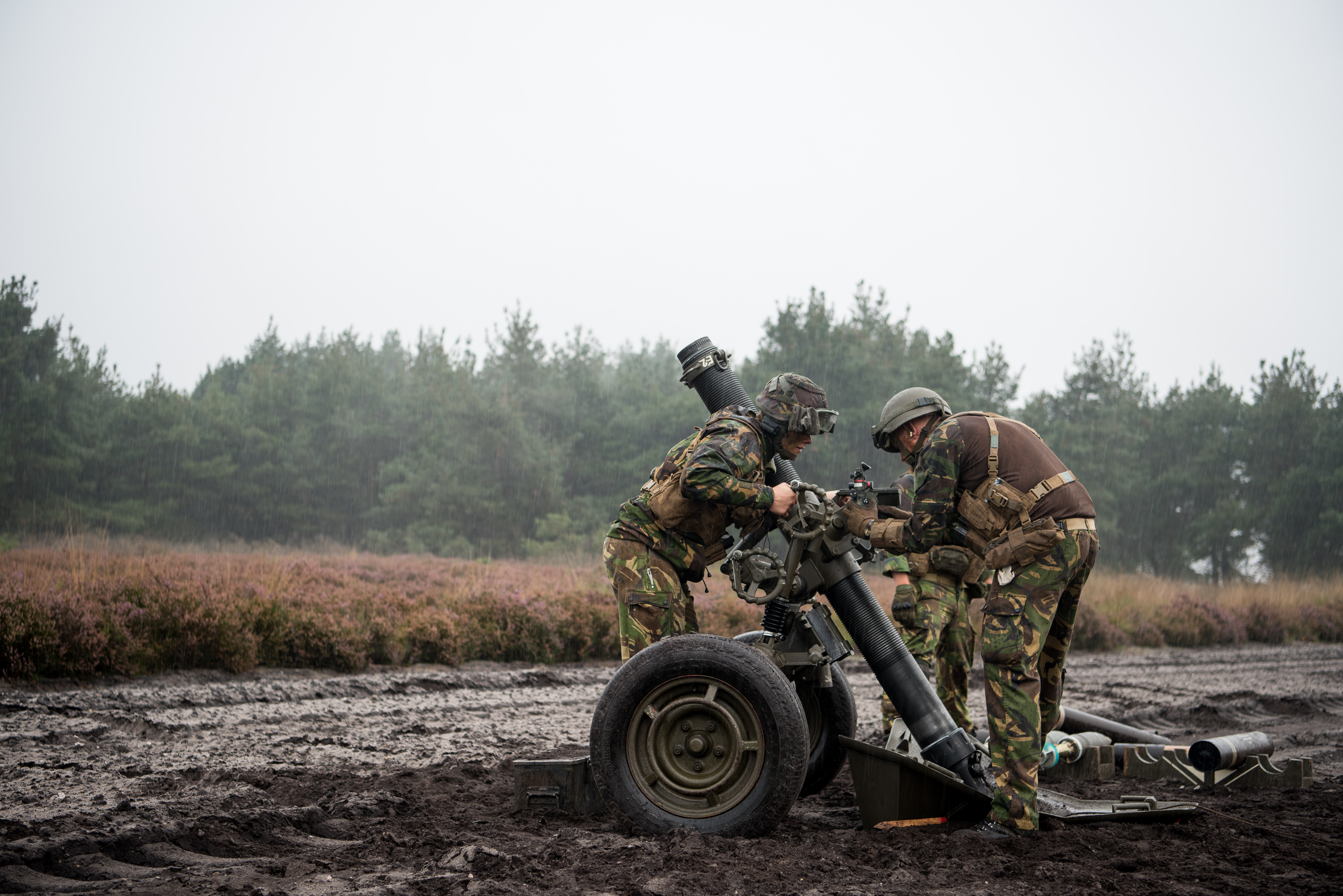
Mortieristen met MO-120 tijdens gezamenlijke oefening met het Defensie Helikopter Commando, in 2019
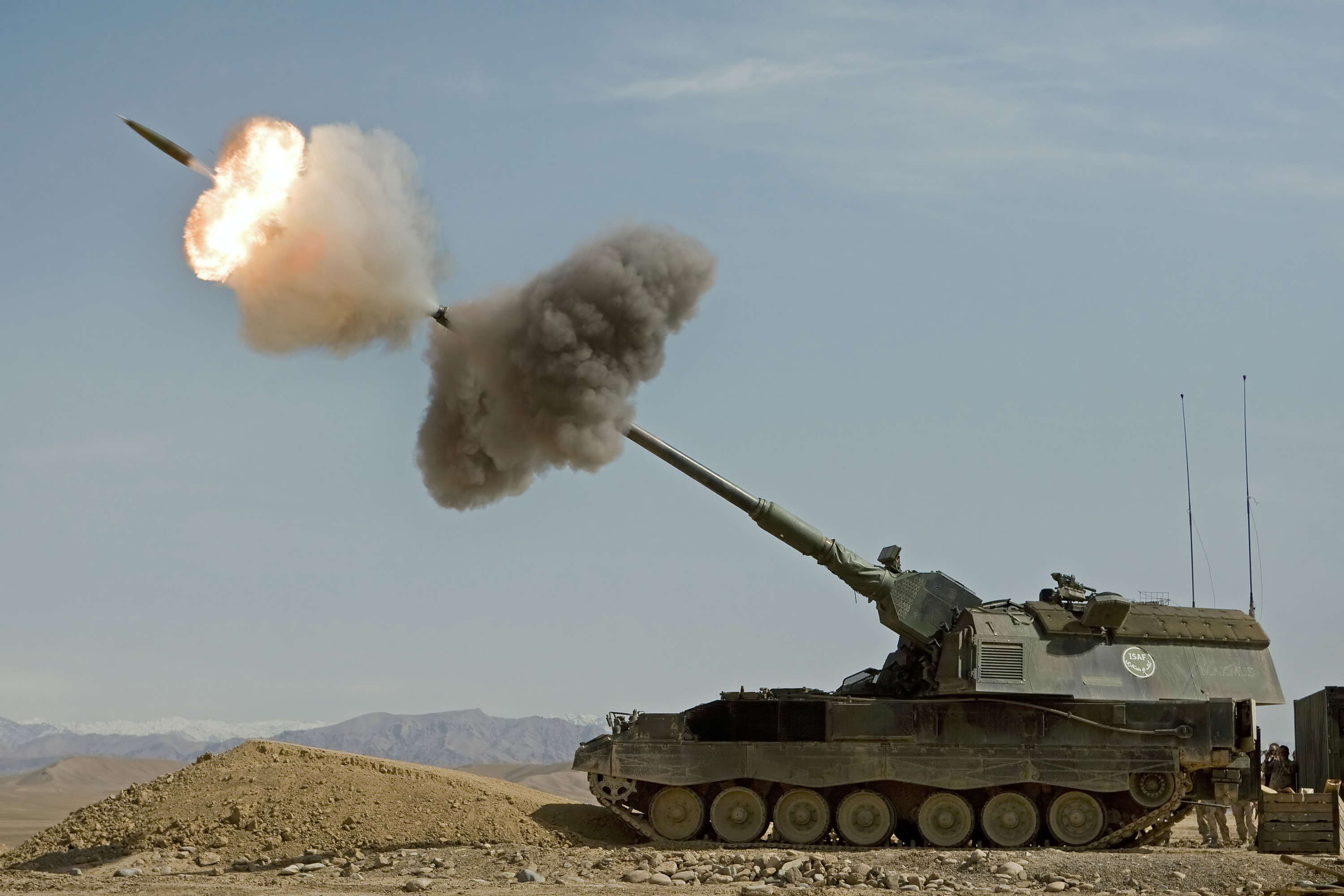
Een Nederlandse PzH vuurt in Afghanistan in 2009, ten tijde van Task Force Uruzgan
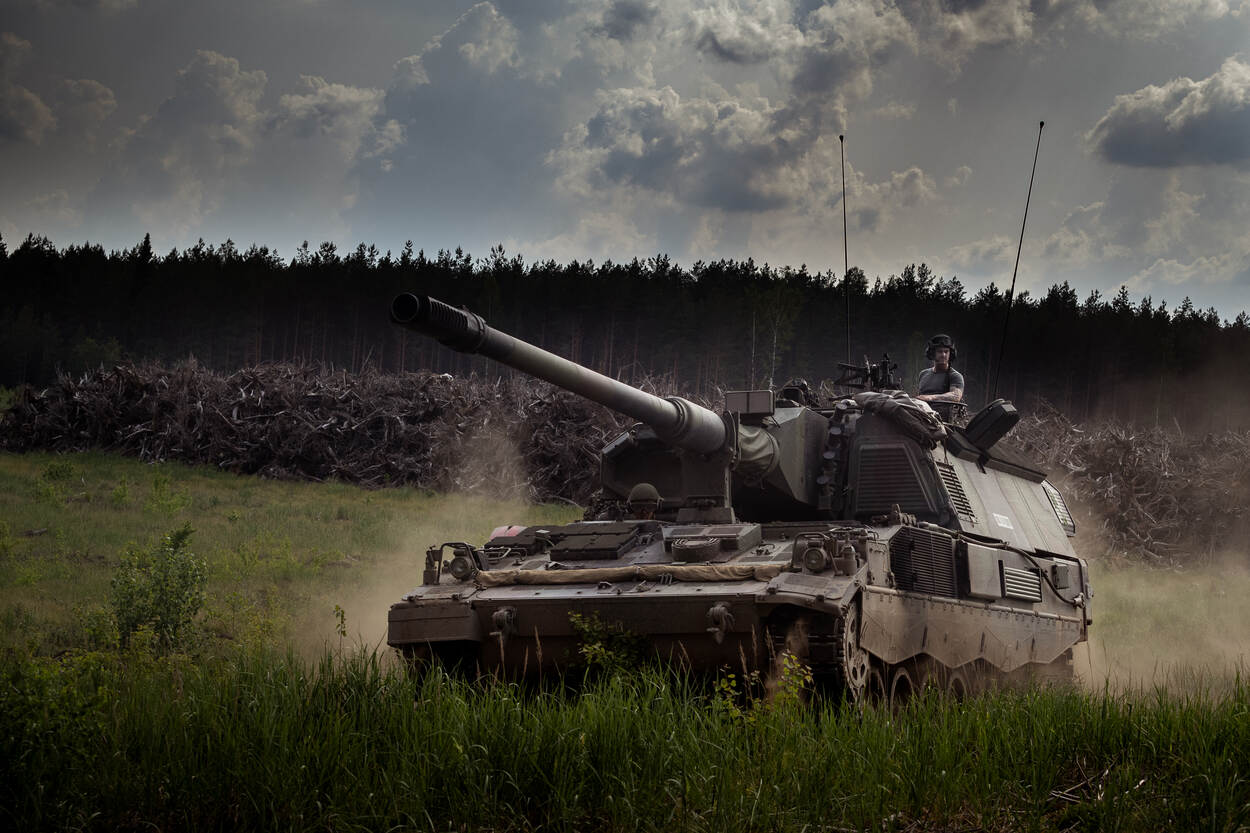
PzH van de A-batterij tijdens oefening Vigilant Wolf in 2020, onderdeel van de NAVO eFP-missie

## Materieel
| Naam                       | Herkomst   | Type                | Aantal     | Foto       | Opmerkingen |            |
| Houwitsers                 | Houwitsers | Houwitsers          | Houwitsers | Houwitsers | Houwitsers | Houwitsers |
| -------------------------- | ---------- | ------------------- | ---------- | ---------- | --- | ---------- |
| Pantserhouwitser 2000NL    | Duitsland  | Pantserhouwitser    | 24 (57)    |            | Sinds april 2021 zes extra exemplaren operationeel gemaakt met oprichting Delta-batterij in navolging van de (her)oprichting 41e Afdeling Artillerie in 2019. 24 exemplaren operationeel, overige 33 in materieelreserve. Sinds 2018 kunnen de PzH's 155mm Excalibur PGM-precisiemunitie afvuren. MLU van (in eerste instantie) 25 PzH's vindt plaats tussen 2026 en 2028. |            |
| Mortieren                  |            |                     |            |            | |            |
| TDA Armements MO-120 R.T.  | Frankrijk  | 120mm-mortier       | 16 (22)    |            | 16 mortieren operationeel, de 22 TDA 120mm-mortieren worden vanaf 2023 vervangen door 20 nieuwe 120-mortieren en vier vuureenheden met Loitering Munition. |            |
| Radars                     |            |                     |            |            | |            |
| Thales Multi Mission Radar | Nederland  | Mobiel radarsysteem | 6          |            | In gebruik bij het VustCo voor als detectiecapaciteit voor artillerieondersteuning. De radar kan o.a. binnenkomende raket- en artilleriemunitie en onbemande vliegende systemen detecteren. |            |